# Márcio Bittencourt
Henrymárcio Bittencourt, conosciuto come Márcio Bittencourt (São José dos Campos, 19 ottobre 1964), è un allenatore di calcio ed ex calciatore brasiliano, di ruolo centrocampista offensivo.

## Carriera

### Club
Ha giocato per la maggior parte della sua carriera con la maglia del Corinthians, club con il quale ha vinto il Campeonato Paulista del 1988 e il campionato brasiliano 1990. Ha giocato anche nell'Internacional, con la quale ha vinto la Copa do Brasil 1992. Un grave infortunio lo ha costretto ad anticipare il ritiro dall'attività agonistica.

### Nazionale
Ha giocato 4 partite con la maglia della nazionale di calcio brasiliana senza segnare, ed ha partecipato alla Copa América 1991.

### Allenatore
Come allenatore ha assunto l'incarico con il Corinthians nel 2005 venendo esonerato dopo la sconfitta contro il Flamengo a Rio de Janeiro per 3 a 1, nonostante la squadra guidasse la classifica del campionato.
Pochi giorni dopo, viene assunto dalla Brasiliense, squadra di Brasilia, ma non riesce ad evitarne la retrocessione in Serie B. Viene poi esonerato dalla sua nuova squadra, il Fortaleza EC, dopo una sconfitta contro il Cruzeiro.
Nel 2007 assume la guida dell'América di São José do Rio Preto, retrocedendo alla fine del campionato nella seconda serie del Campeonato Paulista.
Contattato dalla Juventus, guida la squadra nel Campeonato Brasileiro Série C. Il 25 novembre del 2007 guida la sua squadra alla vittoria della Copa Federação Paulista de Futebol contro la Linense.
Grazie alla vittoria in Copa Federação Paulista de Futebol, la Juventus partecipa alla Copa do Brasil.
Il 21 gennaio 2008 lascia la Juventus e prende le redini dell'Esporte Clube Noroeste di Bauru dopo le dimissioni del tecnico José Carlos Fescina. Il 24 agosto 2008 viene assunto dall'Ipatinga, ultimo classificato nel Campeonato Brasileiro Série A 2008.

## Palmarès

### Club

#### Competizioni nazionali
- Campionato paulista: 1

Corinthians: 1988
- Campionato brasiliano: 1

Corinthians: 1990
- Supercoppa del Brasile: 1

Corinthians: 1991
- Campeonato Gaúcho: 1

Internacional: 1992
- Coppa del Brasile: 1

Internacional: 1992